# 竹東 (大字)
竹東，原稱樹杞林，是台灣新竹縣竹東鎮的一個傳統地域名稱，也是全鎮主聚落及最早發展的地區，位於該鎮西北部。相較於今日行政區，其範圍大致包括竹東里、商華里不含東南端、五豐里不含南端及東北端、三重里最南端、忠孝里、榮華里西部。

## 歷史
台灣清治末期至日治前期，竹東地區為一街庄，稱為「樹杞林街」，隸屬於竹北一堡。該街昔日東北隔頭前溪分流與荳仔埔庄為鄰，東與鷄油林庄為鄰，東南邊為上公館庄，西南邊為水磜仔庄、大壢庄，西北邊為三重埔庄。
1901年（日治明治三十四年）11月，全台設二十廳，該街隸屬於新竹廳。1909年（明治四十二年）10月，合併二十廳為十二廳，該街隸屬不變。1920年（大正九年），廢十二廳改設五州二廳，該街改制並改名為「竹東」大字，隸屬於新竹州竹東郡竹東街，大字下有「竹東」、「番社子」小字名。
戰後竹東街改制為竹東鎮，隸屬於新竹縣，大字亦改制為里。1950年桃、竹、苗分治，竹東鎮隸屬不變。

## 交通
台鐵內灣線是新竹至內灣的鐡路，大致以西北—東南走向經過竹東地區東北部近邊界地帶。境內設有榮華車站，屬招呼站，僅停靠區間車。由該站搭車向西可前往竹中車站轉乘至六家或新竹，向東可前往內灣。
省道台68線又稱「東西向快速公路－南寮竹東線」，大致與鐵路並行而位於其東北側。境內設有單向往西之竹東交流道，可快速前往新竹市區、南寮；東行車輛則可前往位於鷄油林的東側端點轉行省道台3線。
縣道122號又稱「南清公路」，是南寮至五峰土場的道路，大致以西北—東南走向經過本地區東北部，向西北可前往國道1號新竹交流道、新竹市區、南寮等地，向東南可前往下公館、五峰、土場等地。
縣道123號是芎林鄉下山橋至竹東的道路，其南側端點位於本地區東部縣道122號路口，由此往東北過頭前溪後轉西北可前往芎林市區，後於下山橋接縣道120號。

## 學校
- 竹東國中
- 自強國中
- 上智國小